# Mir@kel
Mir@kel is een Nederlands televisieprogramma van de Evangelische Omroep dat van 6 september 2000 tot en met 30 april 2004 werd uitgezonden op Z@ppelin op Nederland 3.
In dit grotendeels rechtstreeks uitgezonden programma vertelden kinderen hun bijzondere verhaal en gaven studiogasten hun commentaar op bepaalde onderwerpen. Kijkers hadden de mogelijkheid tot interactie door te bellen, te e-mailen en te chatten, destijds een unieke formule, volgens zendercoördinator Cathy Spierenburg. De items kwamen van Anneke Kouwenhoven, Ben Ketting, Jennie Nabers.
Het praatprogramma werd gepresenteerd door Rebecca Bijker en Herman Boon. Bijker maakte hierna het EO-kinderprogramma BlinQ.